# Zōri (dép)
Zōri (tiếng Nhật: 草履) là một loại dép của Nhật, có thể được làm từ rơm, vải, gỗ sơn mài, da thuộc, ngày nay có thể bằng cao su và vật liệu tổng hợp. Zori được coi là dạng dép xỏ chân cải tiến từ loại dép có quai buộc tên là waraji 草鞋.

## Chất liệu

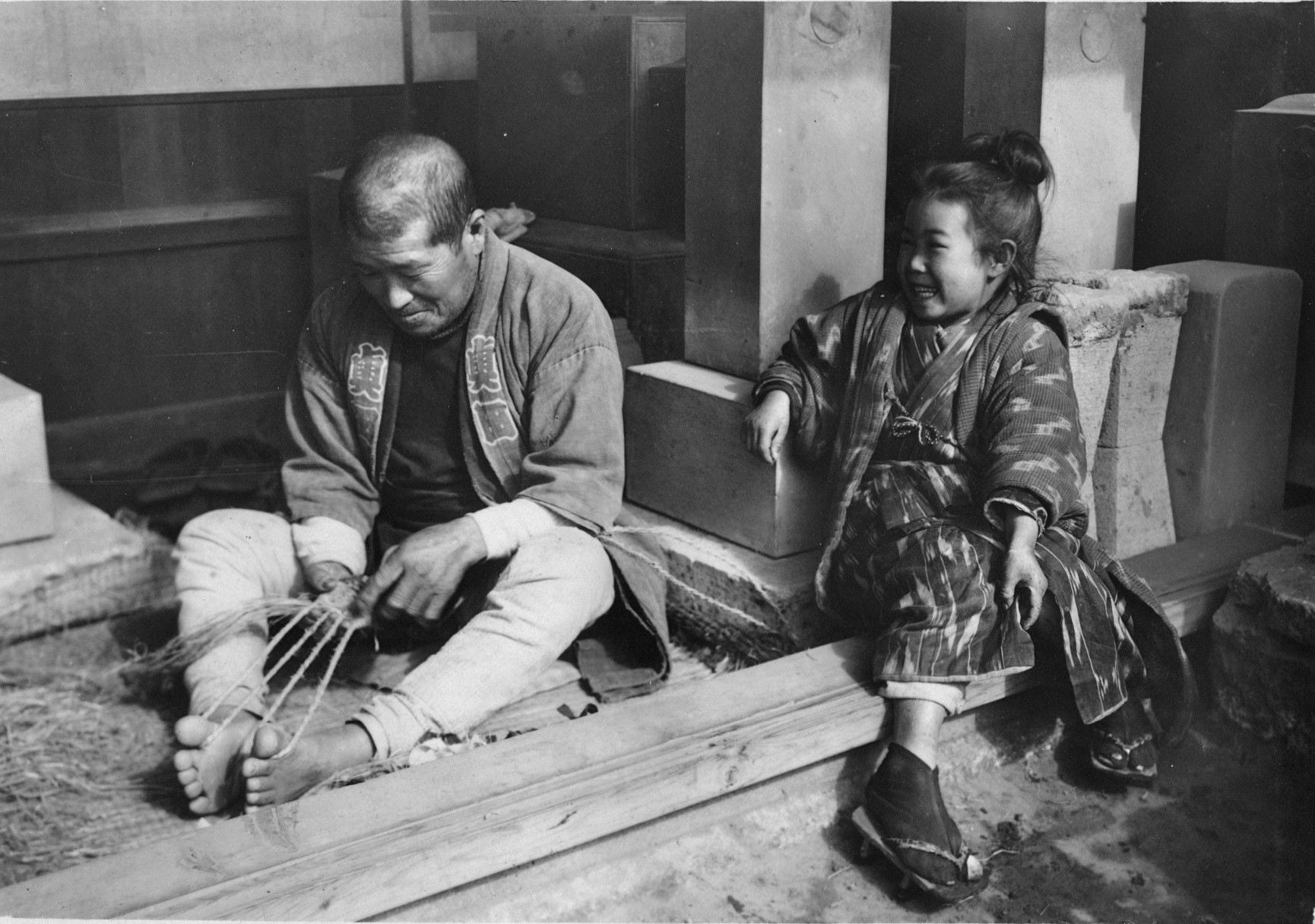
Zori truyền thống được làm tại nhà
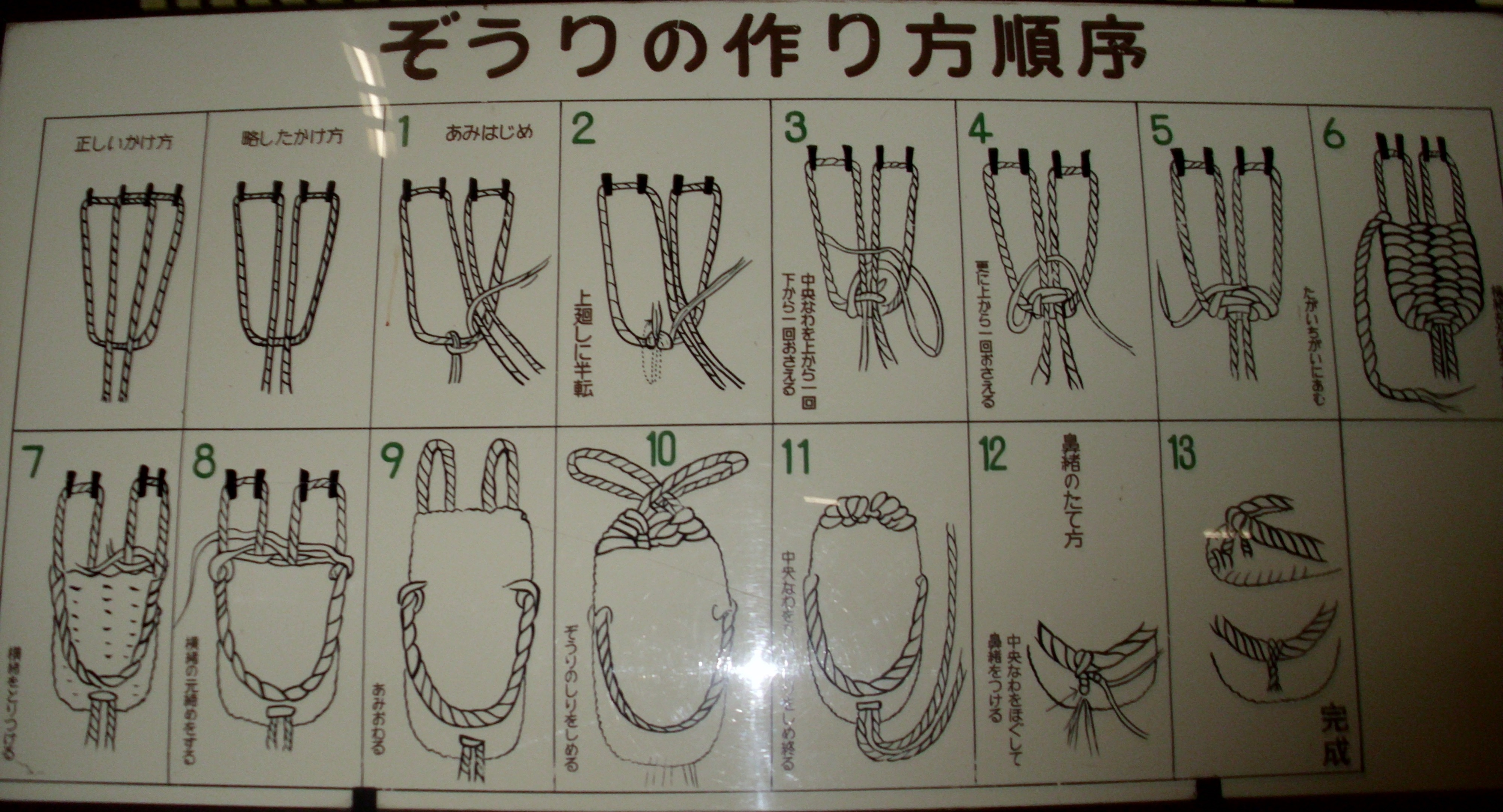
Hướng dẫn bằng hình ảnh cách đeo dép zori và waraji
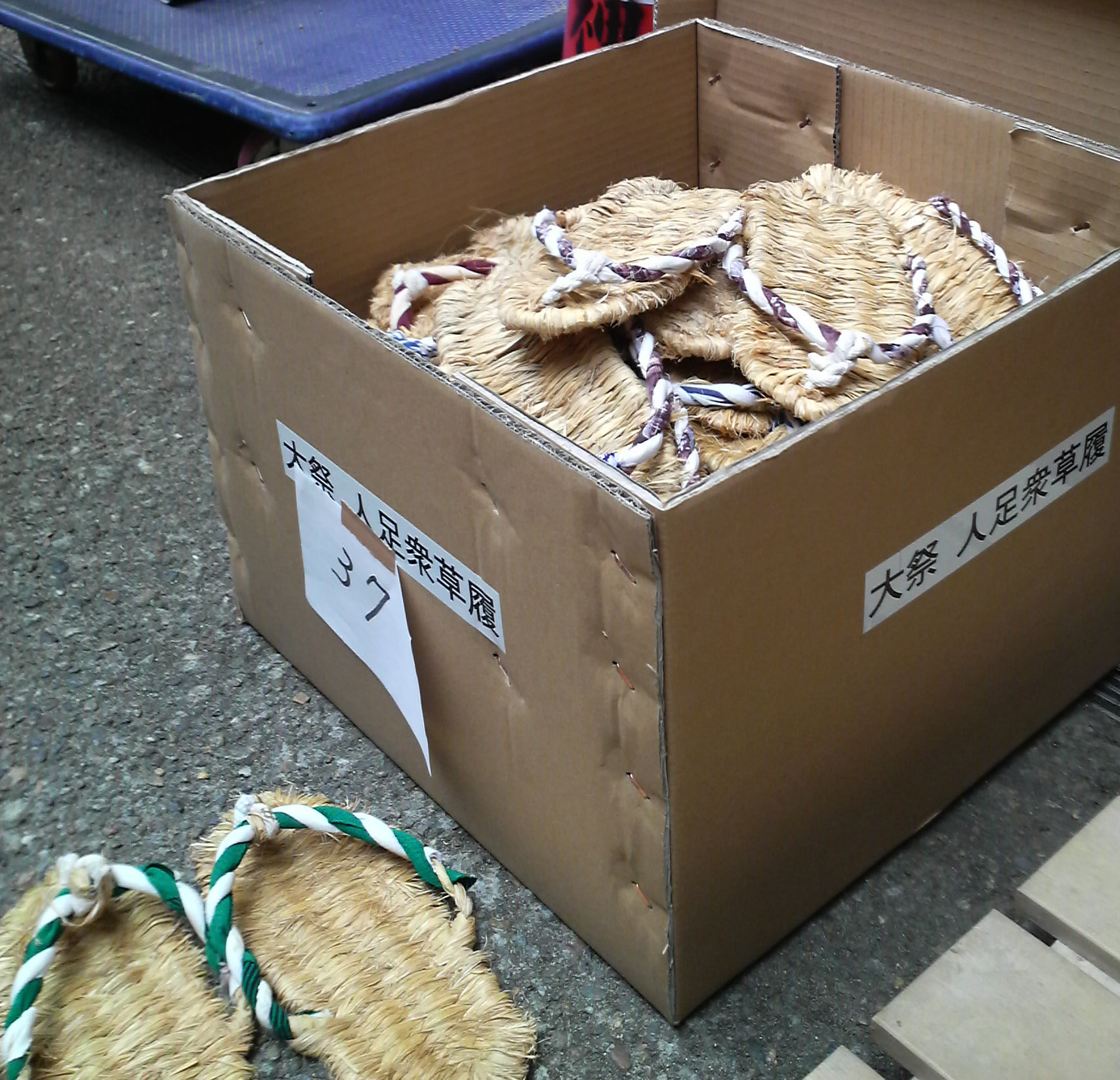
Một loại zori đan thô có quai đeo bằng sợi vài
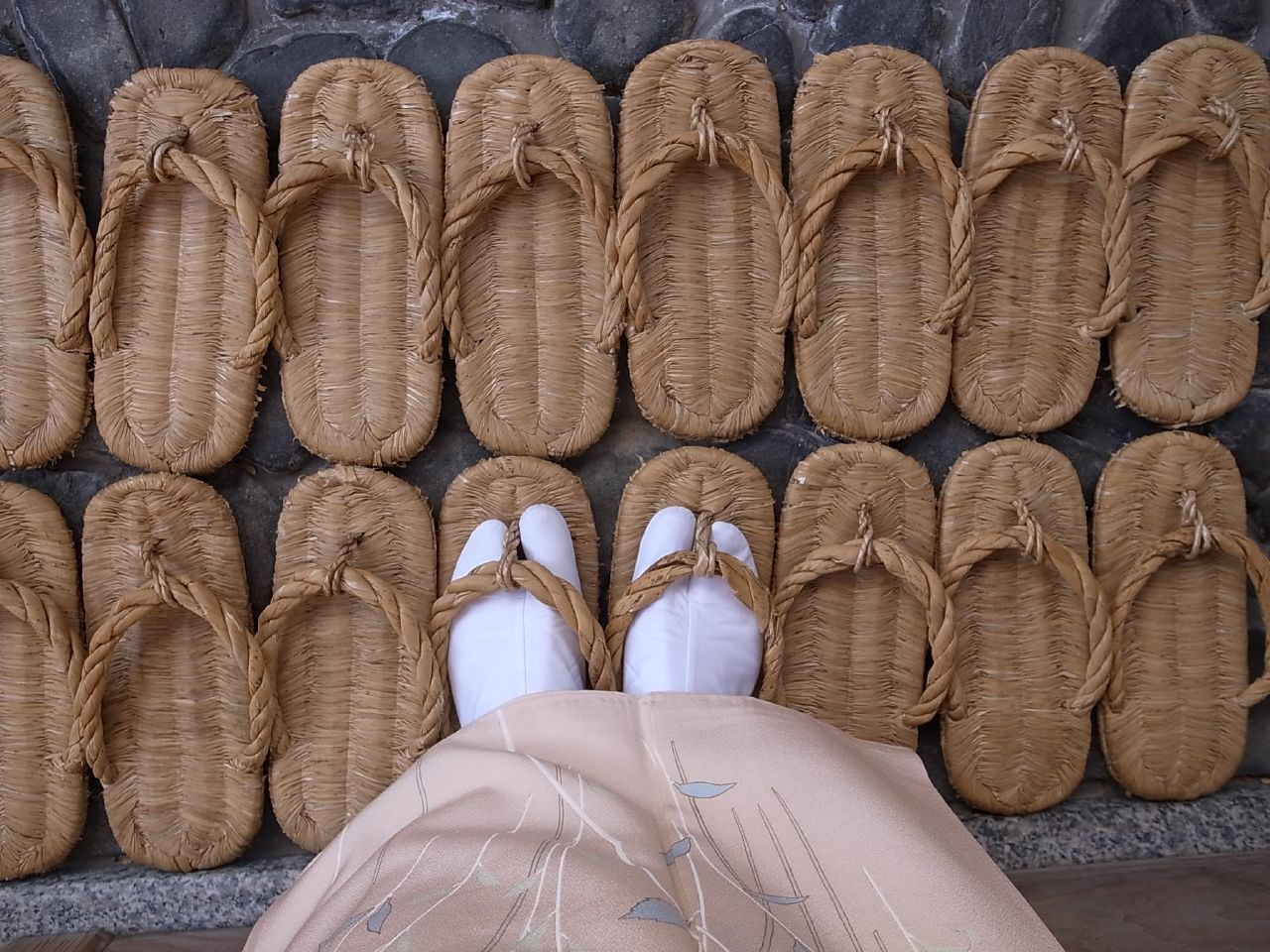
Một loại Zori đan sợi nhỏ hơn